# Abner von Burgos
Abner von Burgos (als Christ nach seiner erst spät vollzogenen Taufe Alfonso de Valladolid; * 1270 in Burgos; † 1347 in Valladolid) war ein christlicher Arzt und Philosoph jüdischer Herkunft. Er zählte zu den Marranen.
Er zweifelte an der Willensfreiheit und vertrat eine deterministische Sicht. Nach Enttäuschungen über das Fehlschlagen zeitgenössischer messianischer Verheissungen und langem persönlichen Ringen entwickelte er sich als Apostat zum antijüdischen Schriftsteller und scharfen Eiferer gegen das Judentum.

## Werke
- Ofrenda de zelos. Ausgabe und Kommentar von Walter Mettmann. Westdeutscher Verlag, Opladen 1990, ISBN 3-531-05098-2
- Mostrador de justicia. Hrsg. von Walter Mettmann. Westdeutscher Verlag, Opladen 1994 ff.